# Yamada Denki
Yamada-Denki Co., Ltd. (株式会社ヤマダデンキ Kabushiki-gaisha Yamada Denki) er en japansk elektronikkæde med 256 butikker i Japan. I varehusene sælges forbrugerelektronik og bøger.
Yamada Denki Co., Ltd. blev etableret i 1983.